# ونسان لاکوست
ونسان لاکوست (به انگلیسی: Vincent Lacoste) (زاده ۳ ژوئیه ۱۹۹۳) بازیگر فرانسوی است.
از فیلم‌های معروف او می‌توان به بازی در فیلم آستریکس و اوبلیکس: خدا حافظ خاک بریتانیا، خاطرات یک خدمتکار و ویکتوریا اشاره کرد.